# 야코브 툴린 탐스
야코브 툴린 탐스(노르웨이어: Jacob Tullin Thams, 1898년 4월 7일 ~ 1954년 7월 27일)는 노르웨이의 스키 점프 선수, 요트 선수이다. 그는 1924년 올림픽에서 금메달을 획득했다. 탐스는 또한 라흐티에서 열린 1926년 세계 스키 점프 선수권 대회 개인 라지 힐 부문에서 우승했다. 탐스는 하계 올림픽과 동계 올림픽에 출전한 몇 안되는 선수중 하나이다.